# Drugi rząd Endy Kenny’ego
Drugi rząd Endy Kenny’ego – rząd Irlandii funkcjonujący od 6 maja 2016 do 14 czerwca 2017, będący gabinetem mniejszościowym obejmującym działaczy Fine Gael (FG) oraz niezależnych. Powstał po wyborach w 2016, w wyniku których wyłoniono Dáil Éireann 32. kadencji. Zastąpił pierwszy rząd lidera FG Endy Kenny’ego.
W wyborach z 26 lutego 2016 Fine Gael ponownie uzyskała najwięcej mandatów, jednakże utrata części miejsc w Dáil Éireann i słaby wynik wyborczy współrządzącej Partii Pracy pozbawiły dotychczasową koalicję większości parlamentarnej. Również opozycyjna Fianna Fáil nie była w stanie uzyskać w parlamencie wystarczającego poparcia dla swojego lidera Micheála Martina. 29 kwietnia 2016 doszło do porozumienia, w ramach którego FF zadeklarowała wsparcie dla mniejszościowego gabinetu Fine Gael. 6 maja 2016 za wyborem Endy Kenny’ego na urząd premiera zagłosowało 50 posłów FG oraz 9 niezależnych (m.in. z ugrupowania Independent Alliance), przeciw było 49 deputowanych. Pozostali (w tym głównie posłowie Fianna Fáil) nie wzięli udziału w głosowaniu, umożliwiając liderowi Fine Gael ponowny wybór na urząd premiera. Tego samego dnia ogłoszono nowy skład gabinetu.
14 czerwca 2017 nowym premierem został Leo Varadkar, który tego samego dnia ogłosił powstanie nowego gabinetu.

## Skład rządu
Premier i ministrowie
- Taoiseach i minister obrony: Enda Kenny (FG)
- Tánaiste, minister sprawiedliwości i równości: Frances Fitzgerald (FG)
- Minister rolnictwa, żywności i gospodarki morskiej: Michael Creed (FG)
- Minister ds. dzieci i młodzieży: Katherine Zappone (niez.)
- Minister ds. komunikacji, zmian klimatycznych i zasobów naturalnych: Denis Naughten (niez.)
- Minister edukacji: Richard Bruton (FG)
- Minister finansów: Michael Noonan (FG)
- Minister spraw zagranicznych i handlu: Charles Flanagan (FG)
- Minister zdrowia: Simon Harris (FG)
- Minister mieszkalnictwa i planowania: Simon Coveney (FG)
- Minister pracy, przedsiębiorczości i innowacji: Mary Mitchell O’Connor (FG)
- Minister ds. wydatków publicznych i reform: Paschal Donohoe (FG)
- Minister ds. rozwoju regionalnego, obszarów wiejskich, sztuki oraz odpowiedzialny za Gaeltacht: Heather Humphreys (FG)
- Minister ochrony socjalnej: Leo Varadkar (FG)
- Minister transportu, turystyki i sportu: Shane Ross (niez.)

Uczestnicy posiedzeń gabinetu bez prawa głosu
- Prokurator generalny: Máire Whelan (Lab.)
- Government chief whip: Regina Doherty (FG)
- Minister stanu ds. osób niepełnosprawnych: Finian McGrath (niez.)
- Minister stanu w departamencie obrony: Paul Kehoe (FG)